# Caladenia filamentosa
Caladenia filamentosa är en orkidéart som beskrevs av Robert Brown. Caladenia filamentosa ingår i släktet Caladenia och familjen orkidéer. Inga underarter finns listade i Catalogue of Life.